# Episodi di POV - I primi anni (prima stagione)
La prima stagione della serie televisiva POV - I primi anni è stata trasmessa in prima TV assoluta dal 1º febbraio 2021 su Rai Gulp.
| Nº | Titolo                               | Prima TV         |
| -- | ------------------------------------ | ---------------- |
| 1  | Press start                          | 1 febbraio 2021  |
| 2  | La supplente di italiano             | 1 febbraio 2021  |
| 3  | Braccialetti rotti                   | 2 febbraio 2021  |
| 4  | Sono brutta                          | 2 febbraio 2021  |
| 5  | Scappo in Messico                    | 3 febbraio 2021  |
| 6  | Unfollow                             | 3 febbraio 2021  |
| 7  | Non mi ha chiesto di uscire          | 4 febbraio 2021  |
| 8  | Voi esseri umani                     | 4 febbraio 2021  |
| 9  | La festa è una bomba                 | 5 febbraio 2021  |
| 10 | C'ero anch'io                        | 5 febbraio 2021  |
| 11 | La nuova arrivata                    | 6 febbraio 2021  |
| 12 | Come rimorchiare                     | 6 febbraio 2021  |
| 13 | Ragione e sentimento                 | 8 febbraio 2021  |
| 14 | Non è vero, si è vero                | 8 febbraio 2021  |
| 15 | The King of Trash                    | 9 febbraio 2021  |
| 16 | Non fa ridere                        | 9 febbraio 2021  |
| 17 | Thoug Life                           | 10 febbraio 2021 |
| 18 | Guerre puniche                       | 10 febbraio 2021 |
| 19 | Pesce gatto                          | 11 febbraio 2021 |
| 20 | C'ho avuto un problema               | 11 febbraio 2021 |
| 21 | Chi ha bisogno di chi                | 12 febbraio 2021 |
| 22 | Molto istruttivo                     | 12 febbraio 2021 |
| 23 | Cari followers                       | 13 febbraio 2021 |
| 24 | Succede a tutti                      | 13 febbraio 2021 |
| 25 | Non so più chi sono                  | 14 febbraio 2021 |
| 26 | Non mi fido                          | 14 febbraio 2021 |
| 27 | Sarà mica gelosa                     | 15 febbraio 2021 |
| 28 | Lascio la scuola                     | 15 febbraio 2021 |
| 29 | Regina di cuori                      | 16 febbraio 2021 |
| 30 | Scuola di strategia                  | 16 febbraio 2021 |
| 31 | Ascoltami!                           | 17 febbraio 2021 |
| 32 | Si sono pure baciati                 | 17 febbraio 2021 |
| 33 | Sono un pinguino                     | 18 febbraio 2021 |
| 34 | La battaglia delle Termopili         | 18 febbraio 2021 |
| 35 | Non sono geloso                      | 19 febbraio 2021 |
| 36 | Ma chi è quella                      | 19 febbraio 2021 |
| 37 | Trading on line                      | 20 febbraio 2021 |
| 38 | Faccio quello che voglio             | 20 febbraio 2021 |
| 39 | Tempus fugit                         | 21 febbraio 2021 |
| 40 | Non sono innamorata                  | 21 febbraio 2021 |
| 41 | Chissenefrega                        | 22 febbraio 2021 |
| 42 | Sick Kiss                            | 22 febbraio 2021 |
| 43 | Sei come una rosa                    | 23 febbraio 2021 |
| 44 | Quattro, no due                      | 23 febbraio 2021 |
| 45 | Sono confuso                         | 24 febbraio 2021 |
| 46 | Vi giuro sto tremando                | 24 febbraio 2021 |
| 47 | O forse no?                          | 25 febbraio 2021 |
| 48 | Bacia bene                           | 25 febbraio 2021 |
| 49 | Ti segue chi?                        | 26 febbraio 2021 |
| 50 | Tu non sbagli mai                    | 26 febbraio 2021 |
| 51 | Ci sono molte cose che non sai di me | 27 febbraio 2021 |
| 52 | La ruota gira per tutti              | 27 febbraio 2021 |